# Julian Bossert

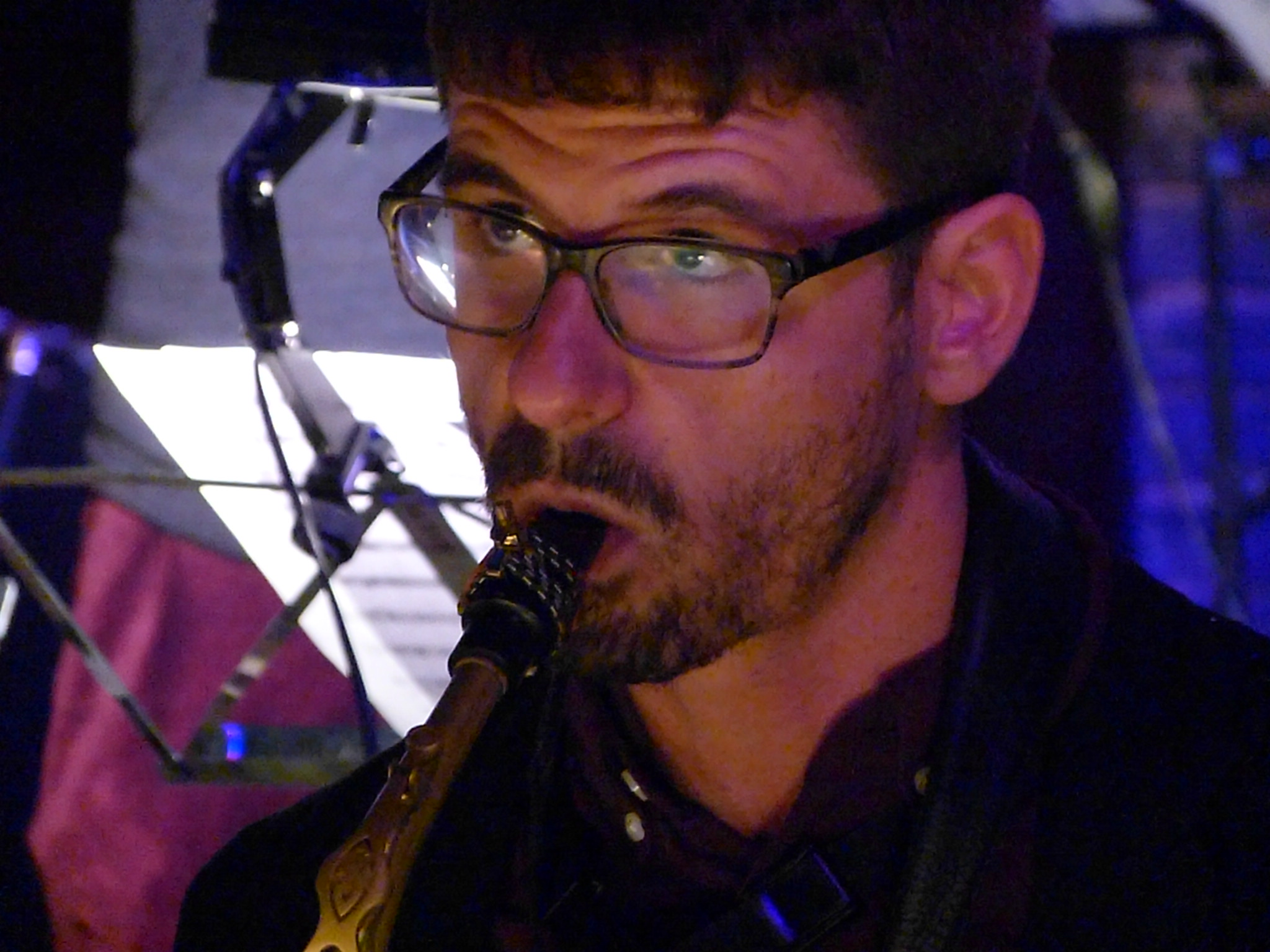
Julian Bossert (2018 im Subway)

Julian Bossert (* 1988 in Pforzheim) ist ein deutscher Jazzmusiker (Altsaxophon).

## Leben und Wirken
Bossert lernte mit zehn Jahren Altsaxophon. In den folgenden Jahren spielte er im Jugendjazzorchester Karlsruhe sowie dem Mannheim Jazz Orchestra. Ab 2007 gehörte er dem Jugendjazzorchester Baden-Württemberg unter Leitung von Bernd Konrad an. Prägend für seine musikalische Entwicklung war das Zusammentreffen 2006 mit dem Saxophonisten Klaus Graf. Ab 2008 studierte Bossert an der Hochschule für Musik Nürnberg im Fach Jazz-Saxophon bei Steffen Schorn, Hubert Winter und Klaus Graf, das er 2013 mit Diplom abschloss. 2010/2011 war er Mitglied des Bundesjazzorchester, mit dem er das Album Originals unter der Leitung von Marko Lackner einspielte und unter Leitung von Maria Baptist 2011 auf dem Jazz Festival Viersen auftrat. Seit den 2010er-Jahren spielte er im Rebecca Trescher Fluxtet, im Thilo Wolf Quartett und in der Formation Jilman Zilman (mit Tilman Herpichböhm, Johannes Ludwig und Peter Christof). Auch gehört er der Thilo Wolf Bigband an. Zudem leitete Bossert das Quartett Mount Meru, mit Johannes Billich (Piano), Alex Bayer (E- und Kontrabass) und Tilman Herpichböhm (Schlagzeug); mit Billich improvisiert er seit 2010 im Duo Bossert & Billich. 2014 veröffentlichte er sein Debüt als Bandleader mit seinem Julian Bossert Quartett „Mount Meru“ (Label 11). In seinem Quintett Tristano Unchained mit Stefan Karl Schmid, Thomas Rückert, Calvin Lennig und Dominik Raab widmet er sich den Errungenschaften von Lennie Tristano (Wild Horses 2021). Weiterhin spielt er im Trio mit Henning Gailing und Dominik Raab (Dead Beat, Bad Deed 2019).
Über zwanzig veröffentlichte CDs dokumentieren Bosserts Arbeit mit unterschiedlichsten Ensembles. Er lebt in Köln und trat auch mit Simon Nabatov, Omniversal Earkestra, Johannes Billich, Sunday Night Orchestra, Steffen Schorn, Matthias Schriefl und dem Zurich Jazz Orchestra auf. Zudem ist er Mitglied der Hip-Hop/RnB Brassband MOZAH.

## Preise und Auszeichnungen
Bossert erhielt 2014 den Hansjörg-Hensler-Jazzpreis, 2013 den 2. Platz des europäischen Jazznachwuchspreises Burghausen und 2011 den 1. Preis des Bruno-Rother-Wettbewerbs.

## Diskographische Hinweise
- Johannes Billich | Julian Bossert: In Sight (Whiterock Records, 2012)
- Rebecca Trescher Fluxtet: Nucleus (Double Moon Records, 2014)
- Julian Bossert Quartett: Mount Meru (Label 11, 2014)
- Jilman Zilman: Das Zweite und Letzte Album (In Gute Hände, 2014)
- Volker Heuken Sextett: Portugal (Label 11, 2016), mit Antonia Hausmann, Lukas Grossmann, Alex Bayer, Jan F. Brill
- Jilman Zilman, Simon Nabatov : The Loft Recordings (GLM Music, 2018), mit Johannes Ludwig, Peter Christof, Tilman Herpichböhm[4]
- Julian Bossert Trio: Dead Beat, Bad Deed (FLOATmusic, 2019), mit Henning Gailing und Dominik Raab[5]